# Denver (Norfolk)
Pour les articles homonymes, voir Denver (homonymie).
Denver est une paroisse civile et un village du Norfolk, en Angleterre.